# Synema spirale
Synema spirale är en spindelart som beskrevs av Dahl 1907. Synema spirale ingår i släktet Synema och familjen krabbspindlar. Inga underarter finns listade i Catalogue of Life.